# Нерівність Несбіта
Нерівність Несбіта — частковий випадок нерівності Шапіро. Стверджує, що для додатних дійсних чисел a, b і c справджується така нерівність:
{\displaystyle {\frac {a}{b+c}}+{\frac {b}{a+c}}+{\frac {c}{a+b}}\geq {\frac {3}{2}}.}

## Доведення

### Перший спосіб: Нерівність середнього арифметичного та гармонійного
Із нерівності між середнім арифметичним і середнім гармонійним з {\displaystyle (a+b),(b+c),(c+a)}, маємо:
{\displaystyle {\frac {(a+b)+(a+c)+(b+c)}{3}}\geq {\frac {3}{\displaystyle {\frac {1}{a+b}}+{\frac {1}{a+c}}+{\frac {1}{b+c}}}}.}
Звідси,
{\displaystyle ((a+b)+(a+c)+(b+c))\left({\frac {1}{a+b}}+{\frac {1}{a+c}}+{\frac {1}{b+c}}\right)\geq 9,}
Відкривши дужки, отримаємо
{\displaystyle 2{\frac {a+b+c}{b+c}}+2{\frac {a+b+c}{a+c}}+2{\frac {a+b+c}{a+b}}\geq 9.} Звідси безпосередньо випливає необхідний результат.

### Другий спосіб: Перестановки
Нехай {\displaystyle a\geq b\geq c}. Отримаємо: 
{\displaystyle {\frac {1}{b+c}}\geq {\frac {1}{a+c}}\geq {\frac {1}{a+b}}}
Визначимо:
{\displaystyle {\vec {x}}=(a,b,c)}
{\displaystyle {\vec {y}}=\left({\frac {1}{b+c}},{\frac {1}{a+c}},{\frac {1}{a+b}}\right)}
З нерівності перестановок, скалярний добуток двох послідовностей є максимальним, якщо вони задані таким же чином, візьмемо {\displaystyle {\vec {y}}_{1}} і {\displaystyle {\vec {y}}_{2}}  як вектор {\displaystyle {\vec {y}}}, зсунутий на 1 і 2 відповідно. Маємо:
{\displaystyle {\vec {x}}\cdot {\vec {y}}\geq {\vec {x}}\cdot {\vec {y}}_{1}}
{\displaystyle {\vec {x}}\cdot {\vec {y}}\geq {\vec {x}}\cdot {\vec {y}}_{2}}
Додавши отримані нерівності, матимемо нерівність Несбіта.

### Третій спосіб: Сімнадцята проблема Гільберта
Легко бачити, що наступна тотожність виконується для всіх {\displaystyle a,b,c:}
{\displaystyle {\frac {a}{b+c}}+{\frac {b}{a+c}}+{\frac {c}{a+b}}={\frac {3}{2}}+{\frac {1}{2}}\left({\frac {(a-b)^{2}}{(a+c)(b+c)}}+{\frac {(a-c)^{2}}{(a+b)(b+c)}}+{\frac {(b-c)^{2}}{(a+b)(a+c)}}\right)}
Очевидно, що ліва частина є не меншою за {\displaystyle {\frac {3}{2}}} для додатних a,b та c.

### Четвертий спосіб: Нерівність Коші-Буняковського
Покладемо в нерівність Коші-Буняковського вектори {\displaystyle \displaystyle \left\langle {\sqrt {a+b}},{\sqrt {b+c}},{\sqrt {c+a}}\right\rangle ,\left\langle {\frac {1}{\sqrt {a+b}}},{\frac {1}{\sqrt {b+c}}},{\frac {1}{\sqrt {c+a}}}\right\rangle .} Отримаємо:
{\displaystyle ((b+c)+(a+c)+(a+b))\left({\frac {1}{b+c}}+{\frac {1}{a+c}}+{\frac {1}{a+b}}\right)\geq 9,}
З чого легко випливає кінцевий результат, аналогічно з  доведенням з використанням нерівності середнього арифметичного та гармонійного.

### П'ятий спосіб: Нерівність середнього арифметичного та геометричного
Використаємо заміну Раві: нехай {\displaystyle x=a+b,y=b+c,z=c+a}. Потім, застосуємо нерівність середнього арифметичного та геометричного для набору з шести значень {\displaystyle \left\{x^{2}z,z^{2}x,y^{2}z,z^{2}y,x^{2}y,y^{2}x\right\}}:
{\displaystyle {\frac {\left(x^{2}z+z^{2}x\right)+\left(y^{2}z+z^{2}y\right)+\left(x^{2}y+y^{2}x\right)}{6}}\geq {\sqrt[{6}]{x^{2}z\cdot z^{2}x\cdot y^{2}z\cdot z^{2}y\cdot x^{2}y\cdot y^{2}x}}=xyz.}
Поділимо на {\displaystyle xyz/6}:
{\displaystyle {\frac {x+z}{y}}+{\frac {y+z}{x}}+{\frac {x+y}{z}}\geq 6.}
Підставивши {\displaystyle x,y,z} замість {\displaystyle a,b,c}, маємо:
{\displaystyle {\frac {2a+b+c}{b+c}}+{\frac {a+b+2c}{a+b}}+{\frac {a+2b+c}{c+a}}\geq 6,}
Спростивши, отримаємо необхідний результат.

### Шостий спосіб: Лема Тіту
Лема Тіту, що є прямим  наслідком із нерівності Коші-Буняковського, стверджує, що для довільної послідовності із {\displaystyle n} дійсних чисел {\displaystyle (x_{k})} і довільної послідовності з {\displaystyle n} додатних чисел {\displaystyle (a_{k})}, {\displaystyle \displaystyle \sum _{k=1}^{n}{\frac {x_{k}^{2}}{a_{k}}}\geq {\frac {(\sum _{k=1}^{n}x_{k})^{2}}{\sum _{k=1}^{n}a_{k}}}}. Візьмемо як послідовність {\displaystyle x} {\displaystyle a,b,c} і як послідовність {\displaystyle a} {\displaystyle a(b+c),b(c+a),c(a+b)}:
{\displaystyle {\frac {a^{2}}{a(b+c)}}+{\frac {b^{2}}{b(c+a)}}+{\frac {c^{2}}{c(a+b)}}\geq {\frac {(a+b+c)^{2}}{a(b+c)+b(c+a)+c(a+b)}}}
Відкривши дужки і звівши подібні доданки, отримуємо:
{\displaystyle {\frac {a^{2}}{a(b+c)}}+{\frac {b^{2}}{b(c+a)}}+{\frac {c^{2}}{c(a+b)}}\geq {\frac {a^{2}+b^{2}+c^{2}+2(ab+bc+ca)}{2(ab+bc+ca)}},} що спрощується до вигляду
{\displaystyle {\frac {a}{b+c}}+{\frac {b}{c+a}}+{\frac {c}{a+b}}\geq {\frac {a^{2}+b^{2}+c^{2}}{2(ab+bc+ca)}}+1.}
З нерівності перестановок маємо, що {\displaystyle a^{2}+b^{2}+c^{2}\geq ab+bc+ca}, і вираз у правій частині повинен бути не меншим за {\displaystyle \displaystyle {\frac {1}{2}}}. Таким чином,
{\displaystyle {\frac {a}{b+c}}+{\frac {b}{c+a}}+{\frac {c}{a+b}}\geq {\frac {3}{2}}.}